# Joseph Hansen (aviron)
Pour les articles homonymes, voir Joseph Hansen et Hansen.
Joseph Hansen, né le 13 août 1979 à Reno (Nevada), est un rameur d'aviron américain.

## Palmarès

### Jeux olympiques
- Athènes 2004
  -  Médaille d'or en huit[1].